# Nealeyrodes
Nealeyrodes is een geslacht van halfvleugeligen (Hemiptera) uit de familie witte vliegen (Aleyrodidae), onderfamilie Aleyrodinae.
De wetenschappelijke naam van dit geslacht is voor het eerst geldig gepubliceerd door Hempel in 1922. De typesoort is Nealeyrodes bonariensis.

## Soort
Nealeyrodes omvat de volgende soort:
- Nealeyrodes bonariensis Hempel, 1922